# Cobitis turcica
Cobitis turcica là một loài cá vây tia thuộc họ Cobitidae.
Loài này chỉ có ở Thổ Nhĩ Kỳ.
Môi trường sống tự nhiên của chúng là sông ngòi, hồ nước ngọt, và đầm nước ngọt.
Chúng hiện đang bị đe dọa vì mất môi trường sống.